# Felicio (martire)
Felicio (... – prima metà del III secolo) è stato un giovanissimo cristiano che subì il martirio; è venerato come santo dalla Chiesa cattolica, il suo culto particolare è a Torre Annunziata.

## Agiografia
Le notizie biografiche su Felicio sono in gran parte leggendarie e tramandate oralmente, in quanto è corpo santo.
All'età di 12 anni, avendo manifestato l'intenzione di farsi cristiano, sarebbe stato ucciso per mano del suo stesso padre.

## Culto
Le testimonianze originali dell'arrivo della reliquia nella città di Torre Annunziata sono andate perdute, e nel Martirologio romano non se ne trova traccia. Nonostante questo, la teca del Santo è accolta nel Santuario dello Spirito Santo di Torre Annunziata, popolarmente nota come Chiesa del Carmine, e ancora sopravvive un piccolo culto di questo Santo bambino, la cui effigie - secondo la leggenda - aprirebbe gli occhi se e quando un bambino si soffermasse a pregare di cuore davanti alla teca.
Esistono testimonianze che aiutano a ricostruire le vicende del culto di san Felicio: il dott. Felicio Manzo, quasi ottuagenario, ha dichiarato che una sua prozia, monaca missionaria in Medio Oriente (pare Turchia), aveva rinvenuto in una catacomba di epoca romana il corpo di San Felicio, ottenendo che fosse prima portato a Roma e poi, su autorizzazione del Vaticano, trasferito a Torre Annunziata. Questa notizia, mai smentita, è stata sempre sostenuta anche dalla vedova di Felicio (deceduta a tarda età, nel 1978) e naturalmente tramandata alle successive generazioni.
Lo stesso ha dichiarato che intorno agli anni Cinquanta, l'allora Parroco della Chiesa del Carmine (da tempo elevata a Basilica dello Spirito Santo), mons. Gaetano Cardalesi, lo informò di essere in possesso di una Bolla pontificia (o comunque di un documento del Vaticano), che fissava al 15 novembre la festività liturgica per San Felicio Martire .